# Rhacophorus
Rhacophorus es un género de ranas de la familia Rhacophoridae que habita en la India, China, Japón, el sudeste Asiático y Célebes.

## Lista de especies
Se reconocen las siguientes 93 según ASW:
- Rhacophorus achantharrhena Harvey, Pemberton & Smith, 2002
- Rhacophorus angulirostris Ahl, 1927
- Rhacophorus annamensis Smith, 1924
- Rhacophorus arboreus (Okada & Kawano, 1924)
- Rhacophorus arvalis Lue, Lai & Chen, 1995
- Rhacophorus aurantiventris Lue, Lai & Chen, 1994
- Rhacophorus baluensis Inger, 1954
- Rhacophorus barisani Harvey, Pemberton & Smith, 2002
- Rhacophorus belalongensis Dehling & Grafe, 2008
- Rhacophorus bengkuluensis Streicher, Hamidy, Harvey, Anders, Shaney, Kurniawan & Smith, 2014[2]
- Rhacophorus bifasciatus Van Kampen, 1923
- Rhacophorus bimaculatus (Peters, 1867)
- Rhacophorus bipunctatus Ahl, 1927
- Rhacophorus boeadii Hamidy, Riyanto, Munir, Gonggoli, Trilaksono & McGuire, 2025 [3]
- Rhacophorus borneensis Matsui, Shimada & Sudin, 2013[4]
- Rhacophorus burmanus (Andersson, 1939)
- Rhacophorus calcadensis Ahl, 1927
- Rhacophorus calcaneus Smith, 1924
- Rhacophorus catamitus Harvey, Pemberton & Smith, 2002
- Rhacophorus chenfui Liu, 1945
- Rhacophorus cyanopunctatus Manthey & Steiof, 1998
- Rhacophorus dennysi Blanford, 1881
- Rhacophorus dorsoviridis Bourret, 1937
- Rhacophorus duboisi Ohler, Marquis, Swan & Grosjean, 2000
- Rhacophorus dugritei (David, 1872)
- Rhacophorus dulitensis Boulenger, 1892
- Rhacophorus dulongensis Chen, Lee & Yuan, 2024[5]
- Rhacophorus edentulus Müller, 1894
- Rhacophorus exechopygus Inger, Orlov & Darevsky, 1999
- Rhacophorus fasciatus Boulenger, 1895
- Rhacophorus feae Boulenger, 1893
- Rhacophorus gadingensis Das & Haas, 2005
- Rhacophorus gauni (Inger, 1966)
- Rhacophorus georgii Roux, 1904
- Rhacophorus harrissoni Inger & Haile, 1959
- Rhacophorus helenae Rowley, Tran, Hoang & Le, 2012[6]
- Rhacophorus hoanglienensis Orlov, Lathrop, Murphy & Ho, 2001
- Rhacophorus hongchibaensis Li, Liu, Chen, Wu, Murphy, Zhao, Wang & Zhang, 2012[7]
- Rhacophorus hui Liu, 1945
- Rhacophorus hungfuensis Liu & Hu, 1961
- Rhacophorus indonesiensis Hamidy & Kurniati, 2015[8]
- Rhacophorus jarujini Matsui & Panha, 2006
- Rhacophorus kio Ohler & Delorme, 2006
- Rhacophorus laoshan Mo, Jiang, Xie & Ohler, 2008
- Rhacophorus larissae Ostroshabov, Orlov & Nguyen, 2014[9]
- Rhacophorus lateralis Boulenger, 1883
- Rhacophorus leucofasciatus Liu & Hu, 1962
- Rhacophorus malabaricus Jerdon, 1870
- Rhacophorus malkmusi Dehling, 2015[10]
- Rhacophorus margaritifer (Schlegel, 1837)
- Rhacophorus marmoridorsum Orlov, 2008
- Rhacophorus maximus Günther, 1858
- Rhacophorus medogensis Weng, Liu, Li, Yu & Huang, 2025[11]
- Rhacophorus minimus Rao, Wilkinson & Liu, 2006
- Rhacophorus modestus Boulenger, 1920
- Rhacophorus moltrechti Boulenger, 1908
- Rhacophorus monticola Boulenger, 1896
- Rhacophorus nigropalmatus Boulenger, 1895
- Rhacophorus nigropunctatus Liu, Hu & Yang, 1962
- Rhacophorus norhayatii Onn & Grismer, 2010[12]
- Rhacophorus omeimontis (Stejneger, 1924)
- Rhacophorus orlovi Ziegler & Köhler, 2001
- Rhacophorus owstoni (Stejneger, 1907)
- Rhacophorus pardalis Günther, 1858
- Rhacophorus penanorum Dehling, 2008
- Rhacophorus poecilonotus Boulenger, 1920
- Rhacophorus prasinatus Mou, Risch & Lue, 1983
- Rhacophorus prominanus Smith, 1924
- Rhacophorus pseudacutirostris Dehling, 2011[13]
- Rhacophorus pseudomalabaricus Vasudevan & Dutta, 2000
- Rhacophorus puerensis (He, 1999)
- Rhacophorus qiongica Tang, Xiao, Liu, Wang, Yu & Du, 2024[14]
- Rhacophorus reinwardtii (Schlegel, 1840)
- Rhacophorus rhodopus Liu & Hu, 1960
- Rhacophorus rhyssocephalus Wolf, 1936[15]
- Rhacophorus robertingeri Orlov, Poyarkov, Vassilieva, Ananjeva, Nguyen, Sang & Geissler, 2012[16]
- Rhacophorus robinsonii Boulenger, 1903
- Rhacophorus rufipes Inger, 1966
- Rhacophorus schlegelii (Günther, 1858)
- Rhacophorus spelaeus Orlov, Gnophanxay, Phimminith & Phomphoumy, 2010
- Rhacophorus subansiriensis Mathew & Sen, 2009
- Rhacophorus suffry Bordoloi, Bortamuli & Ohler, 2007
- Rhacophorus taipeianus Liang & Wang, 1978
- Rhacophorus translineatus Wu, 1977
- Rhacophorus tuberculatus (Anderson, 1871)
- Rhacophorus turpes Smith, 1940
- Rhacophorus vampyrus Rowley, Le, Thi, Stuart & Hoang, 2010
- Rhacophorus verrucopus Huang, 1983
- Rhacophorus viridimaculatus Ostroshabov, Orlov & Nguyen, 2014[9]
- Rhacophorus viridis (Hallowell, 1861)
- Rhacophorus wui Li, Liu, Chen, Wu, Murphy, Zhao, Wang & Zhang, 2012[7]
- Rhacophorus yaoshanensis Liu & Hu, 1962
- Rhacophorus yinggelingensis Chou, Lau & Chan, 2007

## Adaptaciones morfológicas

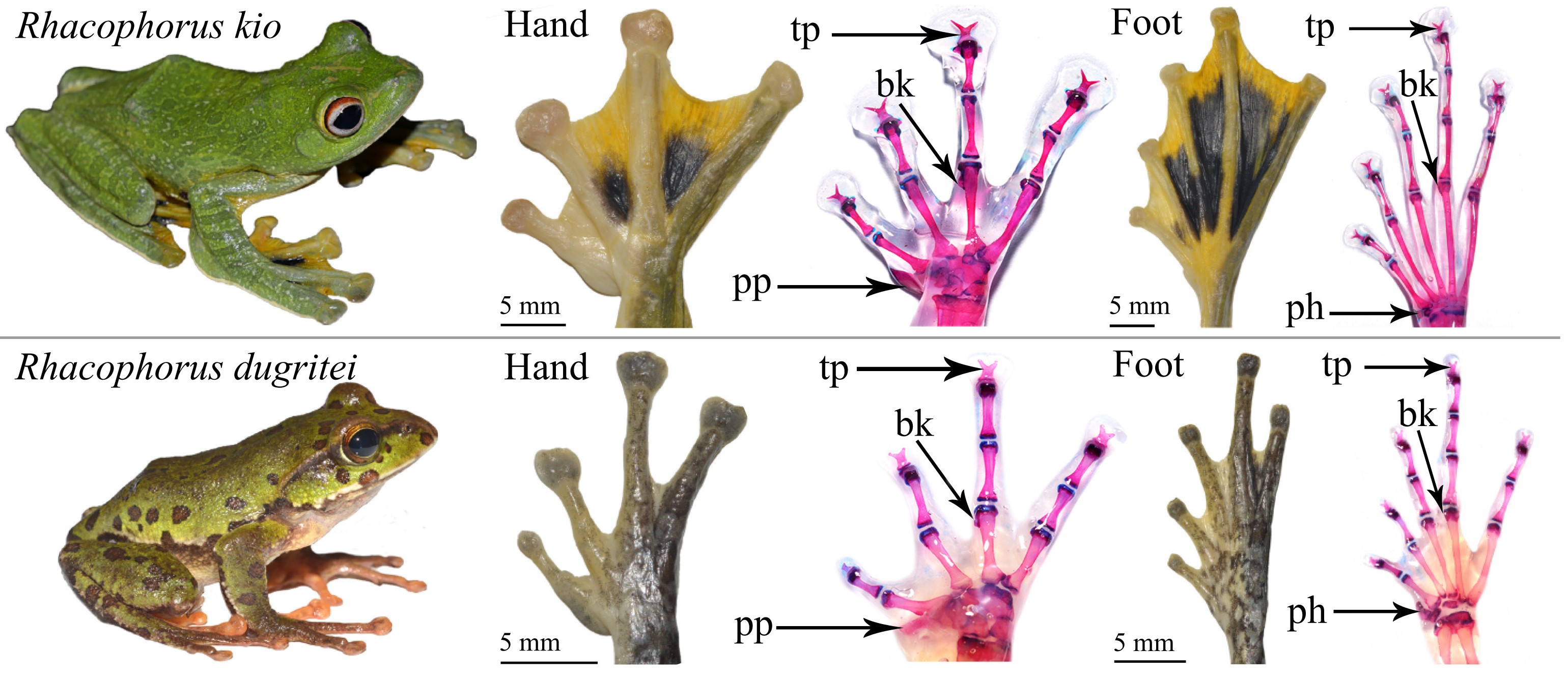
Comparison of foot morphology of Rhacophorus kio and Rhacophorus dugritei.

Algunas especies de este género como Rhacophorus dugritei son ranas no planeadoras que viven en arbustos y pantanos, mientras que otras como Rhacophorus kio tienen la habilidad de planear y viven en las copas de los árboles. Al habitar en diferentes nichos, tienen diferencias morfológicas considerables. La extensión de la membrana interdigital de las patas de R. kio es significativamente mayor que la de R. dugritei, por lo que esta característica morfológica que confiere la habilidad de planear presenta una ventaja evolutiva para adaptarse a nichos verticales. Además, R. kio tiene un sistema de adhesión en las patas para el facilitar el agarre y permitir el desplazamiento en superficies húmedas y resbaladizas